# Prosopocera camerunica
Prosopocera camerunica là một loài bọ cánh cứng trong họ Cerambycidae.